# 长形棘隙吸虫
长形棘隙吸虫（学名：Echinochasmus elongatus）为棘口科棘隙属的动物。分布于日本以及中国大陆的浙江、福建等地，营寄生生活，宿主家狗、猫、小家鼠、褐家鼠以及寄生于肠。